# Colombiers-sur-Seulles
 Colombiers-sur-Seulles  es una población y comuna francesa, situada en la región de Baja Normandía, departamento de Calvados, en el distrito de Bayeux y cantón de Ryes.

## Demografía
| 181 | 164 | 166 | 158 | 160 | 181 |
| Para los censos de 1962 a 1999 la población legal corresponde a la población sin duplicidades (Fuente: INSEE [Consultar]) |     |     |     |     |     |